# 佐古田好一
佐古田好一（さこだ よしかず、1908年-1999年11月11日）は、日本の教育者、同和問題研究者。京都府生まれ。1927年京都府師範学校卒、小学校教諭、校長などを務める。部落問題研究所監事である。

## 著書
- 『作文の教室』百合出版 1954年
- 『母親教室二十一夜』新評論 1959年
- 『父母と教師をむすぶもの』新評論 教育新書 1960年
- 『学級経営』新評論 女教師双書 1961年
- 『同和教育でなにをどう教えるか』部落問題研究所出版部 同和教育シリーズ 1964年
- 『同和教育における国語の授業』部落問題研究所出版部 同和教育シリーズ 1965年
- 『親のねがいと子の心』明治図書出版 シリーズ・現代家庭教育新書 1966年
- 『同和教育における学級経営』部落問題研究所出版部 同和教育シリーズ 1973年
- 『佐古田好一著作集　同和教育の教室』部落問題研究所出版部 1974年
- 『文学読本『はぐるま』でなにをどう教えるか』部落問題研究所出版部 はぐるまシリーズ 1976年
- 『心に灯がともるように 続・同和教育の教室』部落問題研究所出版部 1979年
- 『ハンドブック 文学読本はぐるま授業入門』部落問題研究所出版部 1987年
- 『五月の花咲け 教育・同和教育と私』部落問題研究所 1991年
- 『教育をかえる あなたも「綴方、このよいもの」を』部落問題研究所 2000年

### 共編著
- 『親と教師を結ぶもの』編 新評論社 新教育書 1955年
- 『学校経営99の相談』師井恒男共著 明治図書出版 教師のための相談選書 1957年
- 『子どもをのばす生活綴方』教師の仕事 東井義雄・寒川道夫共著 明治図書出版 1957年
- 『はぐるま 文学読本 中学校用』杉山明男・住井すゑ・西郷竹彦共編 部落問題研究所出版部　1968年
- 『子らのいのち輝く 郡里小学校の同和教育と文学の授業』編著 部落問題研究所出版部 1980年
- 『教師のしごとなかまづくり・授業づくり』編 部落問題研究所出版部 同授研シリーズ 1983年
- 『子どものからだと心 この20年』藤原義隆・河野幹雄共編 青木書店 どの子も伸びる教育実践シリーズ　1983年
- 『文学教育の実践』杉山明男、東上高志共編 青木書店 どの子も伸びる教育実践シリーズ 1983年
- 『子どもを伸ばす生活綴方』河野幹雄共編 青木書店 どの子も伸びる教育実践シリーズ　1984年
- 『子どもを伸ばす遊びと労働』中村正共編 青木書店 どの子も伸びる教育実践シリーズ　1985年

## 参考
- 『五月の花咲け』著者紹介
- 『人物物故大年表』